# 바오딘 운하

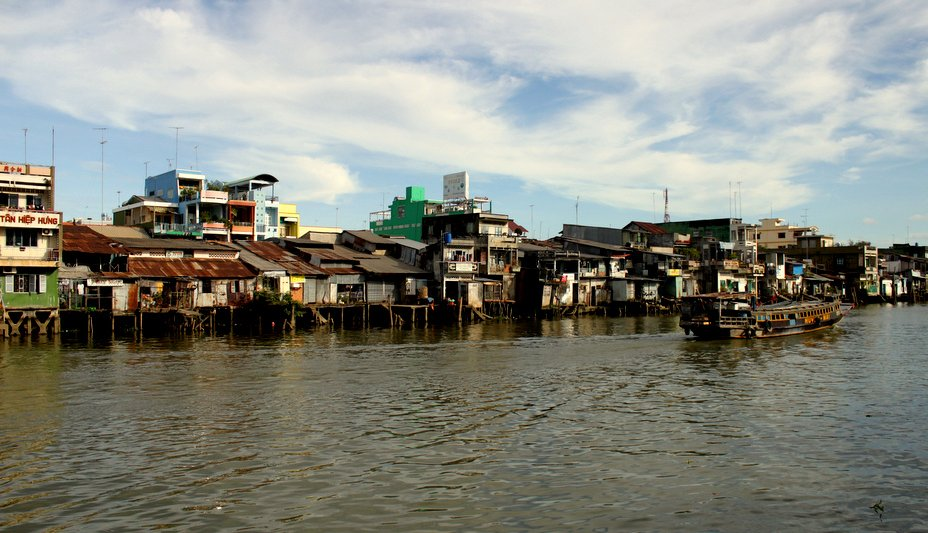
미토 앞의 수로

바오딘 운하(kênh Bảo Định) 또는 바오딘강(Sông Bảo Định)는 베트남 메콩강 삼각주에 일부는 인공으로, 일부는 천연으로 만들어진 수로이다. 바오딘 운하는 또한 붕구 운하(kênh Vũng Gù)라는 이름도 있다.
이 운하는 떤안의 밤꽁강에서 미토의 띠엔강으로 흘러 들어간다.

## 역사
수로는 먼저 응우옌푹쭈(1675년 ~ 1725년)의 지배권을 인위적으로 높이기 위해 시작되었다. 1819년경 두 강을 연결하기 위해 9,000명의 인부들이 동원된 가운데, 이 운하는 자롱 황제의 통치기에 상당히 깊어지고 연장되었다.